# Mlinščica (Kokra)
Mlinščica je gorski potok, ki izvira v Roblekovem kotu pod Velikim Zvohom (1971 m) v Kamniško-Savinjskih Alpah (izpod Kalškega grebena) in se pri zaselku Podlebelca kot levi pritok izliva v reko Kokro.